# Os Galhofeiros
Animal Crackers (prt/bra: Os Galhofeiros) é um filme estadunidense de 1930, do gênero Comédia musical, dirigido por Victor Heerman, com roteiro de Morris Ryskind baseado no musical Animal Crackers, de George S. Kaufman, Bert Kalmar, Morris Ryskind e Harry Ruby.

## Elenco principal
- Groucho Marx... Capitão Spaulding
- Harpo Marx... Professor
- Chico Marx... Signore Emanuel Ravelli
- Zeppo Marx... Horatio Jamison e Capitão Spaulding em uma cena
- Margaret Dumont... Senhora Rittenhouse
- Lillian Roth... Arabella Rittenhouse
- Louis Sorin... Roscoe W. Chandler
- Hal Thompson... John Parker
- Margaret Irving... Senhora Whitehead
- Kathryn Reece... Grace Carpenter
- Robert Greig... Hives
- Edward Metcalf... Inspetor Hennessey

## Sinopse
A rica dama da sociedade Senhora Rittenhouse dá uma festa para recepcionar o famoso explorador da África capitão Spaulding. Um dos admiradores dela lhe empresta um valioso quadro para ser exibido durante a festa. Outra dama, a senhora Withehead, está despeitada e resolve trocar o quadro por uma cópia com a ajuda do mordomo Hives. A filha da senhora Rittenhouse têm a mesma ideia e pede a Ravelli que troque a pintura por uma cópia feita pelo namorado pintor dela. Tanto a tela verdadeira quanto as cópias somem durante a festa, fazendo com que a Senhora Rittenhouse peça ajuda ao Capitão Spaulding para investigar o caso e descobrir o ladrão.

## Recepção
A revista especializada brasileira Cinearte deu ao filme a cotação "regular", por não ter um roteiro conciso, apenas uma sequência de gags à moda do teatro burlesco, comum na Nova York da época, e algumas boas piadas.